# Dama de Warka
La Dama de Warka,  Dama de Uruk, Máscara de Warka, también llamada coloquialmente «la monalisa sumeria»', es una escultura datada del año 3300 a. C., fue esculpida en época de la civilización sumeria, que se considera la primera y más antigua civilización urbana de la historia, que se extendió por el sur de Mesopotamia, en la zona de los ríos Tigris y Éufrates, (actual Irak) concretamente forma parte del período de Uruk, un período arqueológico de la historia de Mesopotamia comprendido entre el 3800 a. C. y el 3200 a. C., en el último milenio del Calcolítico en la región mesopotámica. Esculpida en arenisca (piedra blanca) y trabajada con cierta rudeza por lo que se aprecia un carácter experimental. Originalmente estuvo policromada con colores como el blanco para la piel y otros colores para los distintos adornos, cabello y detalles. Hay una gran falta de estilización, con ojos almendrados sin párpados, y tendencia a la representación geométrica siendo la nariz el eje simétrico. Muestra continuidad en las cejas, siendo la uniceja uno de los rasgos típicos del arte figurativo de la región durante los siguientes milenios, lo mismo que los ojos grandes donde destacan las pupilas muy dilatadas, siendo la mirada intensa parte fundamental de las obras sumerias que en el arte asirio y babilonio heredará para sus esculturas guardianas de puertas y entradas.
La pieza está considerada una de las primeras piezas de la historia en las que se refleja un rostro femenino.

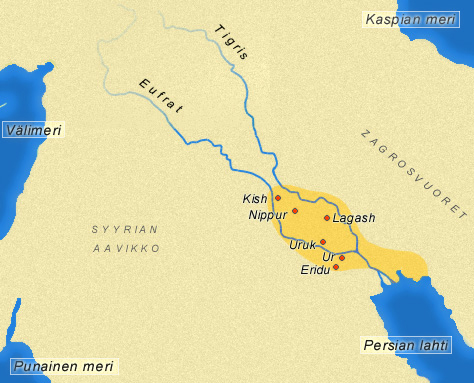
Zona de influencia de la civilización sumeria.

## Hallazgo e historia
La Dama de Warka fue descubierta el 22 de febrero de 1939 por la expedición del Instituto Arqueológico Alemán, dirigida por el Dr. A. Nöldeke, en la ciudad de Uruk —cerca de la ciudad moderna de Samawa,y unos  280 km al SSE de Bagdad—, en la provincia iraquí de Al Muthanna. La máscara se encontró en el distrito de Eanna (o Ianna) de la ciudad, llamado así por la diosa Inanna, ; diosa del amor y la fertilidad, a quien están dedicados los templos.

## Características
- Forma: placa en altorrelieve
- Altura: 20 centímetros
- Material: piedra caliza, mármol y complementos en lapislázuli, betún, láminas de oro.
- Figura que se cree representa a la diosa sumeria Inanna.

## Desaparición y devolución
La Dama de Uruk fue uno de los millares de objetos que fueron saqueados del Museo Nacional de Irak durante la Invasión de Irak en 2003, despareciendo el 9 de abril de 2003, y siendo devuelta en septiembre del mismo año por un ciudadano iraquí que la tenía enterrada en el patio de su vivienda.